# Autonomizm


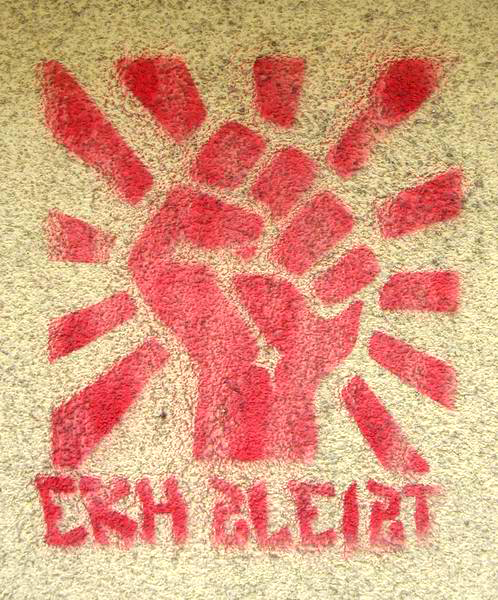
Zaciśnięta pięść, symbol ruchów autonomistycznych

Autonomizm – nurt radykalnie lewicowej myśli politycznej, powstały w latach 60. XX wieku we Włoszech jako kontynuacja ruchu komunizmu robotniczego (wł. operaismo). Z czasem ruch ten zasymilował wiele elementów myśli anarchistycznej, łącząc je z marksizmem. Grupy powołujące się na różnie rozumiany autonomizm pozostają czynne przede wszystkim w Niemczech, Danii, Włoszech i Francji. 
Za głównych teoretyków autonomizmu uważani są Antonio Negri, Sergio Bologna, Paolo Virno oraz Mario Tronti.

## Cechy charakterystyczne
Autonomiści akceptują marksistowski podział społeczeństwa na klasy oraz koncepcję walki klasowej jako głównego motoru zmian politycznych i społecznych, przyjmują również za cel budowę społeczeństwa bezklasowego, do czego ma doprowadzić czynne działanie klasy robotniczej. W odróżnieniu jednak od tradycyjnego marksizmu do tejże klasy zaliczają również bezrobotnych i studentów, jako grupy pozostające we wspólnocie interesów z pracownikami najemnymi. 
Za najbardziej skuteczną formę walki klasowej autonomiści uważają bezpośrednią aktywność pracowników poza tradycyjnymi strukturami politycznymi (jak związki zawodowe czy partie polityczne). W odróżnieniu od marksistów aprobują formy oporu bezpośredniego jak bojkot wyborczy. Blisko współpracują z niemarksistowskimi ruchami o charakterze emancypacyjnym, jak feminizm, organizacje walczące o prawa mniejszości seksualnych czy ruchy ekologiczne i na rzecz praw zwierząt.

## Historia

### Włochy
Powstanie ruchu autonomistycznego łączy się z rozwojem we Włoszech tzw. komunizmu robotniczego (operaismo) na początku lat 60. XX wieku. Liderzy operaismo opierali się na krytyce tradycyjnych włoskich związków zawodowych, które uważali za skorumpowane i niesprawne organizacje, niebroniące w praktyce praw pracowniczych. W 1969 głównymi grupami działającymi w oparciu o zasady autonomizmu oraz tworzące jego teorię były Lotta Continua (pol. Walka Trwa) na czele z Adriano Sofrim oraz Potere Operaio (pol. Władza robotnicza), której głównym teoretykiem był Antonio Negri. Obok doświadczeń robotników włoskich ważną inspiracją dla tworzącego się autonomizmu były, tłumaczone z angielskiego i francuskiego, prace teoretyków trockistowskiej Tendencji Johnsona-Foresta oraz związanej z tym samym nurtem marksizmu grupy Socjalizm lub Barbarzyństwo. 
Autonomiści włoscy upowszechniali swoje idee za pomocą własnych mediów – gazet Czerwone zeszyty i Klasa robotnicza, których głównymi twórcami byli Negri i Tronti, oraz nielegalnych stacji radiowych, jak bolońskie Radio Alice. Z kolei autonomistyczny ruch studencki wyewoluował w kierunku prowadzenia akcji bezpośrednich - odmowy płacenia rachunków za dostawy wody i prądu oraz okupacji uniwersytetów. 
Po wybuchu bomby na Piazza Fontana w Mediolanie w grudniu 1969 oraz po kilku podobnych atakach w Rzymie (za co autonomiści nie byli odpowiedzialni), ruch stał się obiektem zmasowanej akcji ze strony policji włoskiej. Po zabójstwie Alda Moro przez Czerwone Brygady autonomiści zostali uznani za współwinnych tego wydarzenia. 12 tys. aktywistów radykalnej lewicy zostało aresztowanych, ok. 600 uciekło z Włoch.

### Francja
Pierwszą grupą realizującą w swoim działaniu koncepcje autonomistyczne była organizacja Socjalizm lub Barbarzyństwo, na której czele stał filozof Cornelius Castoriadis. Grupa ta skupiała się na krytyce stalinizmu oraz krajów Bloku Wschodniego, których ustrój uważała za deformujący idee socjalistyczne biurokratyczny kolektywizm. 
Pod wpływem autonomizmu włoskiego we Francji powstała grupa Towarzysze, skupiona wokół Yanna Moulier-Boutanga, istniejąca w latach 1974–1978, następnie wchodząca w skład Centrum Międzynarodowego na rzecz Nowych Przestrzeni Wolności, współpracującego z autonomistami włoskimi, a równolegle także w skład francuskiego Paryskiego Zgromadzenia Grup Autonomistów. Również we francuskim ruchu autonomistycznym ważną rolę odgrywali zwolennicy bezpośredniego działania, popierający niemiecką Frakcję Armii Czerwonej, tworzący następnie zbrojną bojówkę Akcja Bezpośrednia. Autonomiści angażowali się również w tworzenie squatów, tworzenie nielegalnych mediów, ruch na rzecz poprawy sytuacji bezrobotnych i imigrantów. Obecnie w ruchu dominuje właśnie ten typ działalności. Autonomiści nie prowadzą współpracy z innymi ugrupowaniami lewicy radykalnej we Francji.

### Niemcy
Ruch nawiązujący do autonomizmu pojawił się w Niemczech pod koniec lat 70. i był blisko związany z anarchizmem. Autonomiści skupiali się na tworzeniu squatów, walce przeciwko budowie elektrowni jądrowych oraz w mniejszym stopniu na działaniach bezpośrednich. Obecnie istniejące grupy autonomistyczne współpracują z ruchami feministycznymi, ekologicznymi i antyfaszystowskimi. 
Podobne formy działania podejmowały ruchy w Grecji i Danii.

### Autonomizm w Polsce
W Polsce nie istnieją grupy czy organizacje odwołujące się do myśli autonomistycznej. Pewne elementy zbieżne można spotkać w działaniach Lewicowej Alternatywy, niektórych sekcji Federacji Anarchistycznej i Ogólnopolskiego Związku Zawodowego „Inicjatywa Pracownicza”. Szereg artykułów poświęconych autonomizmowi i pisanych z perspektywy autonomistycznej publikował półrocznik „Przegląd Anarchistyczny”. W 2007 r. ukazała się książka „Autonomia robotnicza” zawierająca tłumaczenia najważniejszych tekstów autonomistycznych.